# Dwergbaarzen
Dwergbaarzen (Badidae) zijn een familie van vissen uit de orde baarsachtigen. 

## Taxonomie
Er worden 2 geslachten en 27 soorten bij de familie ingedeeld.

### Soorten
- Badis badis (Hamilton, 1822)
- Badis ruber Schreitmüller, 1923
- Badis assamensis Ahl, 1937
- Badis siamensis Klausewitz, 1957
- Badis blosyrus Kullander & Britz, 2002
- Badis chittagongis Kullander & Britz, 2002
- Badis corycaeus Kullander & Britz, 2002
- Badis ferrarisi Kullander & Britz, 2002
- Badis kanabos Kullander & Britz, 2002
- Badis khwae Kullander & Britz, 2002
- Badis kyar Kullander & Britz, 2002
- Badis pyema Kullander & Britz, 2002
- Badis tuivaiei Vishwanath & Shanta, 2004
- Badis dibruensis Geetakumari & Vishwanath, 2010
- Badis juergenschmidti Schindler & Linke, 2010
- Badis singenensis Geetakumari & Kadu, 2011
- Badis andrewraoi Valdesalici & van der Voort, 2015
- Badis autumnum Valdesalici & van der Voort, 2015
- Badis kyanos Valdesalici & van der Voort, 2015
- Badis laspiophilus Valdesalici & van der Voort, 2015
- Badis soraya Valdesalici & van der Voort, 2015
- Dario dario (Hamilton, 1822)
- Dario dayingensis Kullander & Britz, 2002
- Dario hysginon Kullander & Britz, 2002
- Dario urops Britz, Ali & Philip, 2012
- Dario kajal Britz & Kullander, 2013